# Bathynomus decemspinosus
Bathynomus decemspinosus is een pissebed uit de familie Cirolanidae. De wetenschappelijke naam van de soort is voor het eerst geldig gepubliceerd in 1972 door Shih.